# Ding Junhui
Ding Junhui (丁俊晖), född 1 april 1987 i Yixing, Jiangsu i Kina, är en kinesisk snookerspelare. Han är professionell sedan 2003, och har vunnit 15 rankingtävlingar. Han bor i Sheffield, England.

## Biografi
Ding vann sina två första rankingtitlar China Open och UK Championship 2005 och sin tredje, Northern Ireland Trophy, 2006. Efter den snabba klättringen på rankingen säsongen 2005/06 gick det lite sämre under säsongerna 2007/08 och 2008/09, men resultaten var ändå av den klass att Ding stadigt var rankad bland topp-16, och han gjorde sitt första maximumbreak i tävlingssammanhang i Masters 2007, i första omgången mot Anthony Hamilton och blev då den yngste genom tiderna som gjort ett maximumbreak i en professionell tävling. År 2009 vann han för andra gången UK Championship. Han vann sin femte rankingtitel i februari 2012 vid Welsh Open.
År 2013 vann han Players Championship, Shanghai Masters, Indian Open och International Championship. År 2014 vann han German Masters, och därmed sin tionde rankingtitel. Samma år vann han för andra gången China Open. Han blev efter dessa framgångar i december 2014 rankad som världsetta, och som en av de tre bästa spelarna totalt under säsongen 2013/2014. 
År 2016 vann han för andra gången Shanghai Masters, 2017 vann han World Open och 2019 vann han för tredje gången UK Championship, och den sistnämnda blev hans fjortonde rankingtitel. Mindre rankingtitlar han har vunnit är Players Tour Championship 5 (2010), Scottish Open (2012), Yixing Open (2014) och Haining Open (2015). Ding har också vunnit lagtävlingen World Cup två gånger, 2011 och 2017, båda gångerna tillsammans med Liang Wenbo. Han har även vunnit Asiatiska spelen i snooker två gånger, 2002 och 2006.

## Titlar

### Rankingtitlar
- China Open - 2005, 2014
- UK Championship - 2005, 2009, 2019
- Northern Ireland Trophy - 2006
- Welsh Open - 2012
- Players Championship - 2013
- Shanghai Masters - 2013, 2016
- Indian Open - 2013
- International Championship - 2013
- German Masters - 2014
- World Open - 2017

### Mindre rankingtitlar
- Players Tour Championship 5 - 2010
- Scottish Open - 2012
- Yixing Open - 2014
- Haining Open - 2015

### Andra titlar
- World Cup - 2011, 2017 (båda lagtävling med Liang Wenbo)
- Asiatiska spelen - 2002, 2006